# Kosmos 88
Kosmos 88 – radziecki satelita telekomunikacyjny wysłany wraz z bliźniaczymi Kosmos 86, 87, 89, 90. Dwudziesty siódmy statek typu Strzała.
Satelita pozostaje na orbicie okołoziemskiej, które trwałość szacowana jest na 10 000 lat.